# Schandel (Luksemburg)
Schandel – wieś (Uertschaft) w zachodnim Luksemburgu, w kantonie Redange, w gminie Useldange. Do 3 października 2015 miejscowość leżała w dystrykcie Diekirch. Liczy 222 mieszkańców (31 grudnia 2022).